# Горки (Юсьвинский район)
Горки — посёлок в Юсьвинском муниципальном округе Пермского края России.

## Географическое положение
Посёлок расположен в восточной части Юсьвинского муниципального округа на расстоянии менее 1 километра на северо-восток от посёлка Майкор. 

## История
Посёлок был основан для размещения спецпереселенцев в 1930 году В разное время там проживали ссыльные священнослужители из Белоруссии, казанские татары, представители прибалтийских народов. Долгое время имел местное наименование "татарский посёлок". После войны основная часть населения работала на Иньвенском лесосплавном рейде. Иньвенский рейд прекратил своё существование в 90-е годы XX века. Посёлок начал терять население и приходить в запустение. До 2020 года входил в состав Майкорского сельского поселения Юсьвинского района.     

## Климат
Климат умеренно-континентальный. Средняя температура июля +17,7°С, января –15,8°С. Среднегодовое количество осадков составляет 664 мм, причём максимальное суточное количество достигает 68 мм, наибольшая высота снежного покрова 66–93см. Средняя температура зимой  (январь) –15,8°С (абсолютный минимум –53°С), летом (июль) +17,7 °С (абсолютный максимум +38°С). Заморозки в воздухе заканчиваются в III декаде мая, но в отдельные годы заморозки отмечаются в конце апреля или начале июня. Осенние заморозки наступают в первой-начале второй декаде сентября. Средняя продолжительность безморозного периода 100 дней.

## Население
Постоянное население составляло 183 человек (80% русские) в 2002 году,  113 человек в 2010 году.    